# Jon Nakamatsu

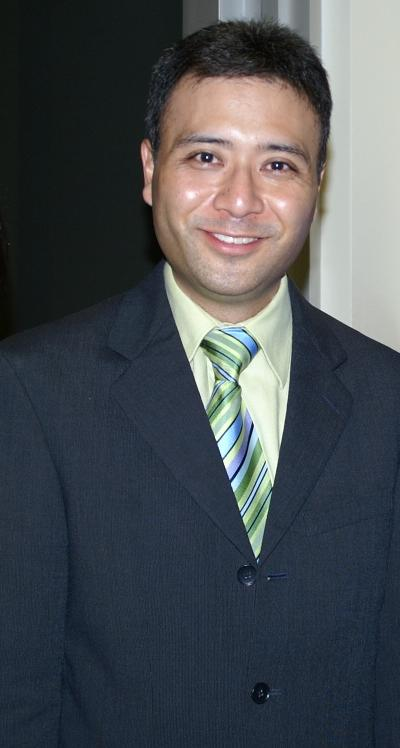
Jon Nakamatsu

Jon Yasuhiro Nakamatsu (* 1968 in San José/Kalifornien) ist ein US-amerikanischer Pianist.
Nakamatsu studierte Germanistik an der Stanford University. Er nahm privaten Klavierunterricht bei Marina Derryberry und Karl Ulrich Schnabel, dem Sohn von Artur Schnabel, und Unterricht in Musiktheorie und Komposition bei Leonard Stein. Internationale Beachtung erhielt er, als er 1997 – als erster Amerikaner seit 1981 – die Goldmedaille bei der Van Cliburn International Piano Competition gewann.
Es folgten Konzertreisen durch Amerika, Europa und Asien mit Orchestern unter der Leitung von James Conlon, Marek Janowski, Raymond Leppard, Stanislaw Skrowaczewski, Osmo Vänskä und Hans Vonk und Recitals in der Carnegie Hall, im Lincoln Center und im Kennedy Center, in Boston, Chicago, Cincinnati, Paris, London und Mailand. Im Weißen Haus trat er vor dem Präsidenten Bill Clinton und Hillary Clinton auf.
Als Kammermusiker trat er u. a. mit dem Brentano String Quartet, dem Tokyo String Quartet, dem Miami, Prazak, St. Lawrence und Ying String Quartet auf. Mit dem Klarinettisten Jon Manasse bildet er das Nakamatsu/Manasse Duo, und beide sind künstlerische Leiter des Cape Cod Chamber Music Festival in Massachusetts. Seine Diskographie umfasst mehr als ein Dutzend Alben.

## Weblink
- Website von Jon Nakamatsu